# Хамваш, Эндре
Э́ндре Ха́мваш (венг. Hamvas Endre, 27 февраля 1890 года, Австро-Венгрия — 3 апреля 1970 года, Венгрия) — католический прелат, епископ Чанада с 3 марта 1944 года по 15 сентября 1964 год, архиепископ Калочи с 15 сентября 1964 года по 10 января 1969 год.

## Биография
15 июля 1913 года Эндре Хамваш был рукоположён в священника.
3 марта 1944 года Римский папа Пий XII назначил Эндре Хамваша епископом Чанада. 25 марта 1944 года состоялось рукоположение Эндре Хамваша в епископа, которое совершил архиепископ Эстергома кардинал Дьёрдь Юстиниан Шереди в сослужении с Секешфехервара Лайошом Схвоем и епископом Ваца Йожефом Петери.
15 сентября 1964 года Римский папа Павел VI назначил Эндре Хамваша архиепископом Калочи.
Участвовал в работе I, II, III и IV сессий Второго Ватиканского собора.
10 января 1969 года Эндре Хамваш подал в отставку и в этот же день был назначен титулярным архиепископом Ары Нумидийской.
Скончался 3 апреля 1970 года.